# زهانة (دار بلعماري)
زهانة هي إحدى مشيخات المملكة المغربية، تتبع جغرافيا لإقليم سيدي سليمان وإداريًا لدار بلعماري. يقدر عدد سكانها بـ 3882 نسمة حسب الإحصاء الرسمي للسكان والسكنى لسنة 2004.